# Joaquim Gomes Ferreira Alves
Joaquim Gomes Ferreira Alves (Porto, 9 de abril de 1883 - Francelos, Vila Nova de Gaia, 10 de novembro de 1944) foi um médico e benemérito português. Possui uma escola secundária com o seu nome em Vila Nova de Gaia.

## Biografia
Nasceu na cidade do Porto em 9 de Abril de 1883.
A sua família era proprietária da casa bancária Luiz Ferreira Alves & C.ª e estava associada ao Clube dos Fenianos do Porto.
Em 1911, concluiu a licenciatura no Curso de Medicina pela Escola Médico-Cirúrgica do Porto com a defesa da tese "A heliotherapia no tratamento da tuberculose cirurgica".
Iniciou a sua carreira como médico na Colónia Sanatorial Marítima, na Foz do Douro, instituída em 1916 com o objetivo de combater o raquitismo e a escrofulose nas crianças. Aqui, Joaquim Gomes Ferreira Alves teve oportunidade de experimentar as suas teses helioterapêuticas.
É neste período que edita a brochura "necessidade dos Sanatórios Marítimos do Norte de Portugal" e viaja para a Suíça com o arquiteto Francisco de Oliveira Ferreira onde visita as clínicas do Dr. Rollier, em Leysin, também conhecidas pela aplicação das técnicas de Helioterapia.
Neste contexto, irá lançar o projeto do Sanatório Marítimo do Norte, em Vila Nova de Gaia, um hospital com o objetivo de disponibilizar as mais modernas terapias solares aos seus doentes. É de referir que a construção desta unidade de saúde foi muito influenciada e motivada por circunstâncias pessoais de Joaquim Gomes Ferreira Alves, já que o seu filho padecia de Escrofulo-tuberculose.
Em 10 de novembro de 1944, Joaquim Gomes Ferreira Alves morre tragicamente num acidente de viação, resultado da colisão do seu carro com um comboio de mercadorias na passagem de nível de Francelos. Na sua viatura também seguia o médico e historiador Joaquim Pedro Vitorino Ribeiro que também viria a falecer.